# Satyrium spini
Satyrium spini es una especie de insectos lepidópteros, pequeña mariposa perteneciente a la familia Lycaenidae.

Fue descrita por Denis & Schiffermüller en 1775.
Se trata de una especie presente en el territorio español.

## Descripción

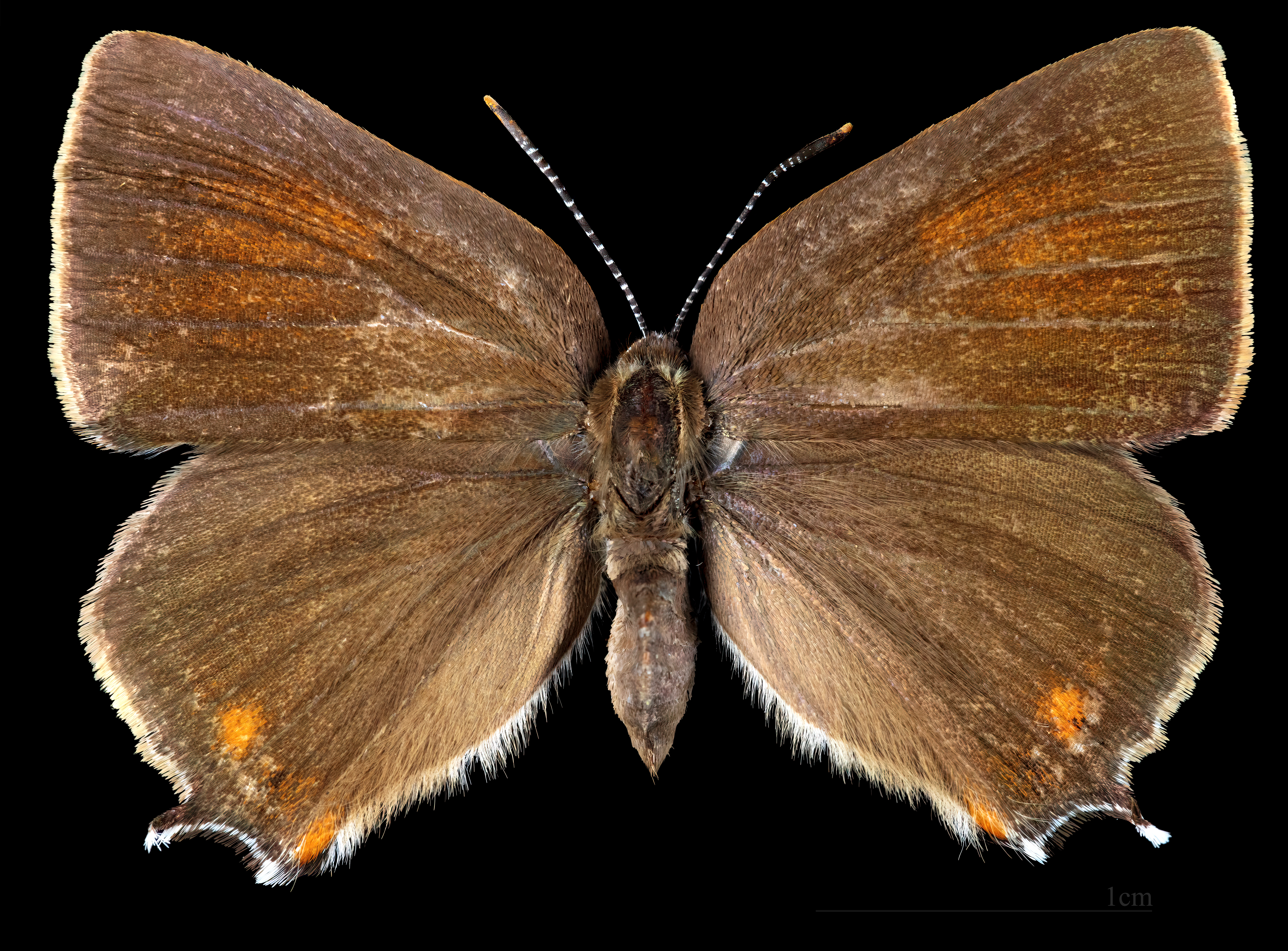
Satyrium spini ♂
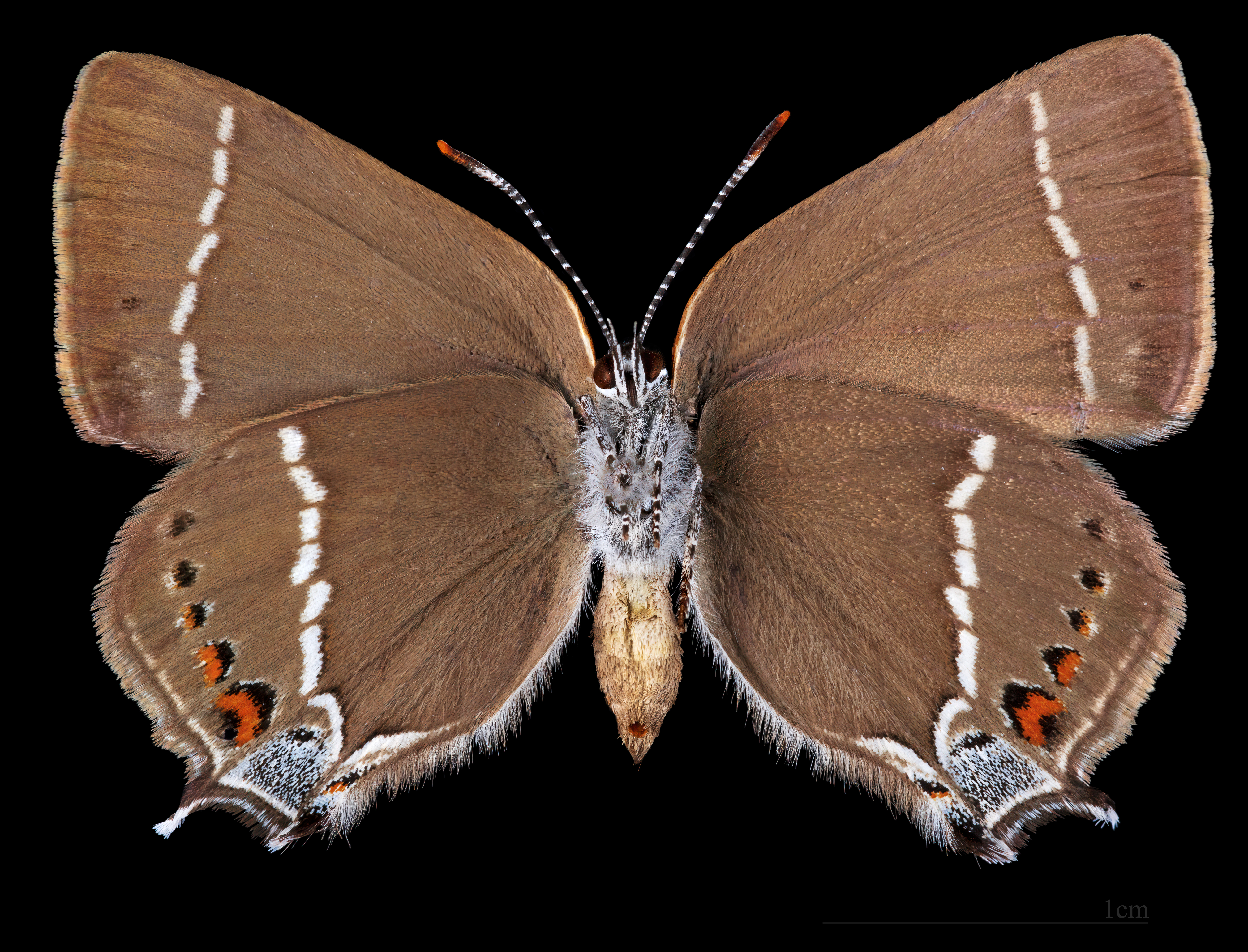
Satyrium spini ♂  △

## Distribución
Puede encontrarse en toda la península ibérica y en el centro de Europa, hasta Asia, excluidos hacia el norte los países bálticos.

## Período de vuelo
Univoltino, desde fin de mayo a fin de julio según latitud.

## Hábitat
Maleza seca, zonas herbosas arbustivas, prados de montaña, claros de bosque.

## Plantas nutricias
Como plantas nutricias se citan Rhamnus lycioides, Rhamnus cathartica, Prunus spinosa, Rhamnus saxatilis, Arctium,  Crataegus monogyna y Frangula alnus, entre otras.